# Дорофеев, Вадим Геннадьевич
Вади́м Генна́дьевич Дорофе́ев (13 сентября 1983 года, Москва, РСФСР, СССР — 20 декабря 2014 года, Сирия) — российский актёр театра и кино. Определённую известность ему принесла главная роль в фильме Сергея Бодрова «Дочь якудзы».

## Биография
Вадим Дорофеев родился в 1983 году в Москве.
В 2004 году впервые попробовал себя в кино, сыграв эпизодическую роль в фильме «Формула».
В 2010 окончил РАТИ, мастерскую Сергея Голомазова. Работал в Театре на Малой Бронной.
В 2012 году сыграл в фильме «Арена», режиссёра Эдуарда Бордукова. Кинолента была хорошо принята критиками, стала участником программы ShortFilmCorner 66-го Каннского кинофестиваля и на фестивальных показах в Польше, Германии, Словении, Монако, России.
Самой заметной работой Вадима Дорофеева стала главная роль в фильме Сергея Бодрова «Дочь якудзы». В фильме он сыграл молодого парня, которому спасает жизнь несовершеннолетняя дочь влиятельного японца, и по восточной традиции это спасение обязывает героя Вадима Дорофеева служить ей до конца своей жизни.
Всего успел сняться в десяти кинолентах, большей частью играл эпизодические роли. Помимо игры в театре и кино занимался предпринимательской деятельностью.
Жена — Алёна Дорофеева. Дочь Василина (род. 2014), сын Илья (род. 2010).

## Смерть
В 2014 году Вадим Дорофеев уехал в Сирию, чтобы воевать на стороне ИГИЛ. После этого родные и близкие надолго потеряли с ним связь. В декабре 2014 года его жене пришло сообщение о гибели Вадима; в доказательство этого факта ей также было отправлено фото. Подробности его смерти неизвестны.

## Фильмография
| Год  |   | Название     | Роль                               |
| ---- | - | ------------ | ---------------------------------- |
| 2004 | ф | Формула      | эпизодическая роль                 |
| 2010 | ф | Дочь якудзы  | Алексей (главная роль)             |
| 2010 | с | Мамочки      | помощник мэра города               |
| 2012 | ф | Арена        | Семён                              |
| 2012 | с | Без следа    | эпизод                             |
| 2013 | с | Балабол      | Василий Карандышев, курсант-стажёр |
| 2013 | с | Дурная кровь | Степан Волков                      |

## Театральные работы
- Двенадцатая ночь (Вильям Шекспир) — Театр имени М. Н. Ермоловой
- Принц Каспиан (К. С. Льюис), сыграл Лорда Мираза, режиссёр С. Посельский — Театр на Малой Бронной
- Плутни Скапена (Мольер) — Театр на Малой Бронной